# Sedum havardii
Sedum havardii är en fetbladsväxtart som beskrevs av Joseph Nelson Rose. Sedum havardii ingår i Fetknoppssläktet som ingår i familjen fetbladsväxter. Inga underarter finns listade i Catalogue of Life.